# Roman von einem Feld
Roman von einem Feld ist ein 2008 erschienene literarische Darstellung des Oberfeldes in Darmstadt von Katja Behrens. Das Oberfeld, eine im 11. Jahrhundert angelegte Rodungsinsel, ist bis heute von Landwirtschaft und Kleingärtnerei geprägt. Es liegt innerhalb der Grenzen der Stadt und wird von den Stadtbewohnern als Grünzug und Naherholungsgebiet genutzt.

## Ort und Zeit
Der Ort des Geschehens ist das „Oberfeld“ und seine Eigenart, die nahe gerückte Stadt, die Menschen und ihre Geschicke. Eine Karte des Oberfeldes, die über die verschiedenen Schauplätze orientiert, ist beigefügt.
Das Buch umfasst zwölf Kapitel gegliedert nach den Monaten eines Jahres. Die erzählte Zeit umspannt Jahrhunderte der Stadtgeschichte Darmstadts bis in die Gegenwart: der Bau der Stadtmauer, die Jahre der Pest und des Dreißigjährigen Krieges, das Leben im Absolutismus, Georg Büchner und die Verfolgung der Opposition, die Auflösung des Großherzogtums, Weltwirtschaftskrise, Nationalsozialismus, Zerstörung der Stadt in der Brandnacht vom 11. September 1944, die Zeit nach dem Krieg.

## Titel/Gattung
Die Zuordnung zur Gattung Roman trifft Katja Behrens im Titel. Viele Geschichten in diesem Buch haben dokumentarischen Charakter, das heißt Realitätsbezug, Korrektheit und Nachweisbarkeit. Dokumentation ist etwa die wechselhafte Geschichte einzelner Liegenschaften und ihrer Eigentümer bzw. Pächter: Villa Heiligenkreuz/Rößner, Flotow / Sonnenhof / Merck oder Parkhotel/SA – Schulungsheim/Lichtenberghaus oder Großherzogliche Hofmeierei / Staatsdomäne des Landes Hessen. Dokumentarische Genauigkeit gilt auch für die Beschreibung der Tier- und Pflanzenwelt des Feldes.

## Inhalt
Über Frühjahr, Sommer, Herbst und Winter wird vom Leben der zahlreichen Tiere auf dem Feld erzählt. Mindestens ebenso viele Geschichten gibt es von den Menschen auf dem Feld. Ein Erzähler überschaut das Feld als Ort des Geschehens, sieht, was sich über der Erde und was sich darunter tut. Er kennt die Menschen und Tiere auf dem Feld. Aus dieser Erzählperspektive gewinnt der Roman Dichte und Spannung.

## Buchausgabe
- Roman von einem Feld. Toeche-Mittler Verlag, Darmstadt 2007, ISBN 3-87820-126-5. - Eine Neuauflage im Waldemar Kramer Verlag (Frankfurt 2016, ISBN 978-3-7374-0468-6) wurde eingeleitet von Volker Weidermann.